# 宝殿駅
宝殿駅（ほうでんえき）は、兵庫県高砂市にある、西日本旅客鉄道（JR西日本）・日本貨物鉄道（JR貨物）山陽本線の駅である。駅番号はJR-A80。「JR神戸線」の愛称区間に含まれている。駅舎は高砂市神爪一丁目にあるが、ホームの一部は加古川市に跨っている。

## 歴史
- 1900年（明治33年）5月14日：山陽鉄道の駅として神戸駅から42.3km地点に開業。開業当初は印南郡米田町だった。（1956年（昭和31年）9月30日、加古川市と高砂市に分割合併し、駅自体は高砂市となる）[1][3][4]。旅客及び貨物の取り扱いを開始（一般駅）[2]。明石駅の開業当初からの駅舎の材料を用いて当駅の駅舎が建築された[5]。
- 1906年（明治39年）12月1日：山陽鉄道の国有化により官設鉄道（国鉄）の駅となる[2]。
- 1907年（明治40年）11月1日：現在地（開業当初の位置から西へ0.1km/神戸駅より42.4km）へ移転[1][3]。
- 1909年（明治42年）10月12日：線路名称制定。山陽本線の所属となる。
- 1923年（大正12年）：日本毛織専用線が開業[6]。
- 1958年（昭和33年）4月10日：当駅を含む、山陽本線西明石駅 - 姫路駅間が電化。
- 1960年（昭和35年）頃：日本毛織専用線が廃止[6]。
- 1966年（昭和41年）：住友セメント専用線が開業[7]。
- 1967年（昭和42年）8月23日：当駅裏駅（北口）開設に関する請願が加古川市議会議長に提出される[8]。
- 1977年（昭和52年）12月：加古川市、国鉄本社へ当駅の橋上駅舎化の陳情を行う[9]。
- 1978年（昭和53年）3月：橋上駅舎化決定[9]。
- 1979年（昭和54年）8月6日：橋上駅舎歩道橋工事起工式を行う[10]。
- 1981年（昭和56年）4月8日：橋上駅舎に改築、駅の南北をつなぐ自由通路供用開始[11]。
- 1985年（昭和60年）3月14日：荷物扱い廃止[2]。
- 1987年（昭和62年）4月1日：国鉄分割民営化により、西日本旅客鉄道（JR西日本）・日本貨物鉄道（JR貨物）が継承[2]。
- 1988年（昭和63年）3月13日：路線愛称の制定により、「JR神戸線」の愛称を使用開始。
- 1995年（平成7年）
  - 1月17日：阪神・淡路大震災により営業休止。
  - 1月18日：西明石駅 - 姫路駅間が復旧により営業再開。
- 1997年（平成9年）
  - 3月8日：JR神戸線標準接近メロディ「さざなみ」導入[12]。
  - 3月22日：住友セメント専用線廃止に伴い貨物列車の設定が廃止[2]。
- 1998年（平成10年）2月13日：自動改札機を設置し、供用開始[13]。
- 2003年（平成15年）11月1日：ICカード「ICOCA」の利用が可能となる。
- 2005年（平成17年）11月26日：ホームに電光掲示板導入。
- 2006年（平成18年）10月1日：JR京都・神戸線運行管理システム導入。改札口の発車標を電光掲示板に交換。
- 2007年（平成19年）3月18日：駅自動放送を更新。
- 2008年（平成20年）11月8日：ホームと改札口間を結ぶエレベーターが完成し、使用を開始する[14]。
- 2009年（平成21年）
  - 4月1日：南北の駅前広場と自由通路をつなぐエレベーターと駅前広場のスロープなどが完成し、使用を開始する[14]。
  - 10月15日：駅りんくん（レンタサイクル）が駅構内で営業を開始[15]。
- 2015年（平成27年）3月12日：入線警告音の見直しに伴い、接近メロディをJR神戸線標準接近メロディ「さざなみ」の音質見直し版に再び変更する[16]。
- 2018年（平成30年）3月17日：駅ナンバリングが導入される[17]。
- 2019年（令和元年）
  - 10月26日：みどりの券売機プラスが稼働。
  - 10月31日：みどりの窓口の営業が終了。

## 駅構造

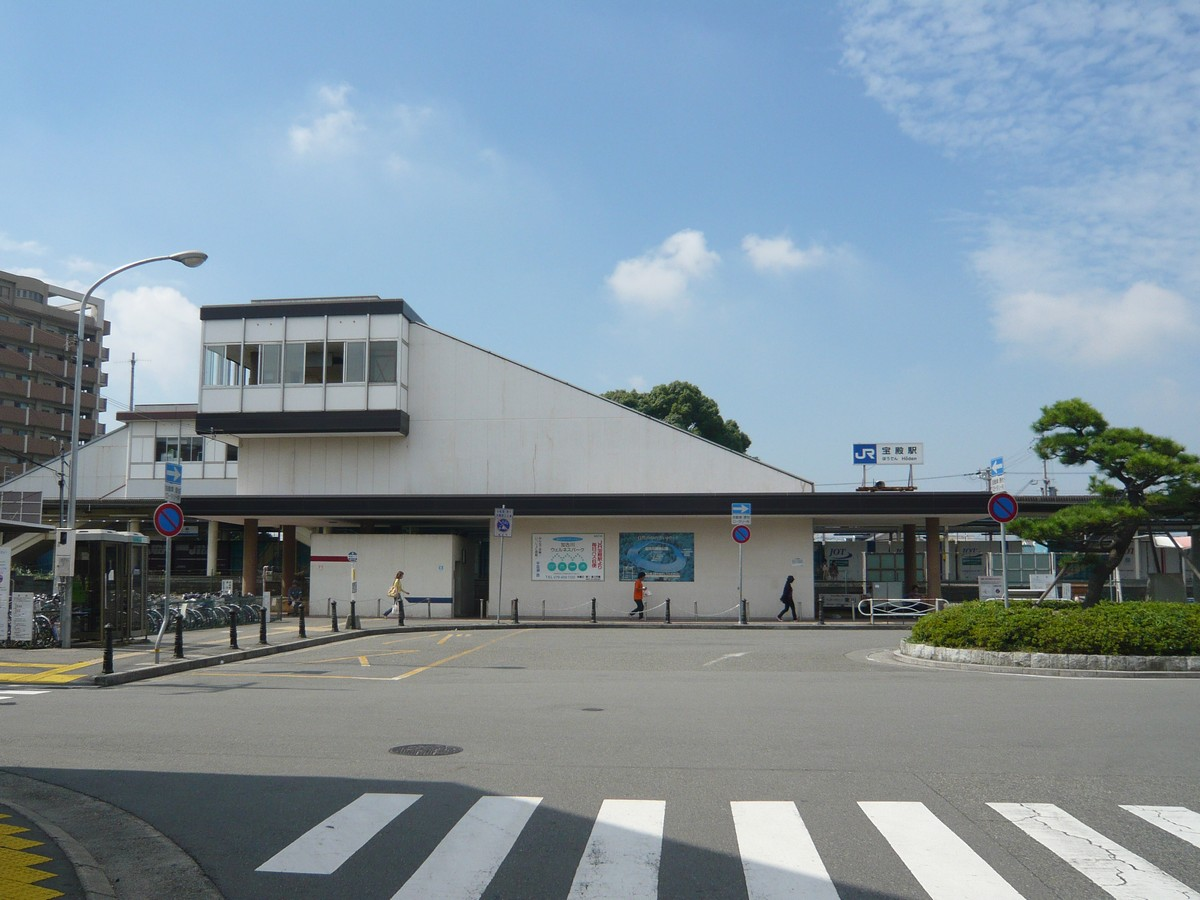
北口

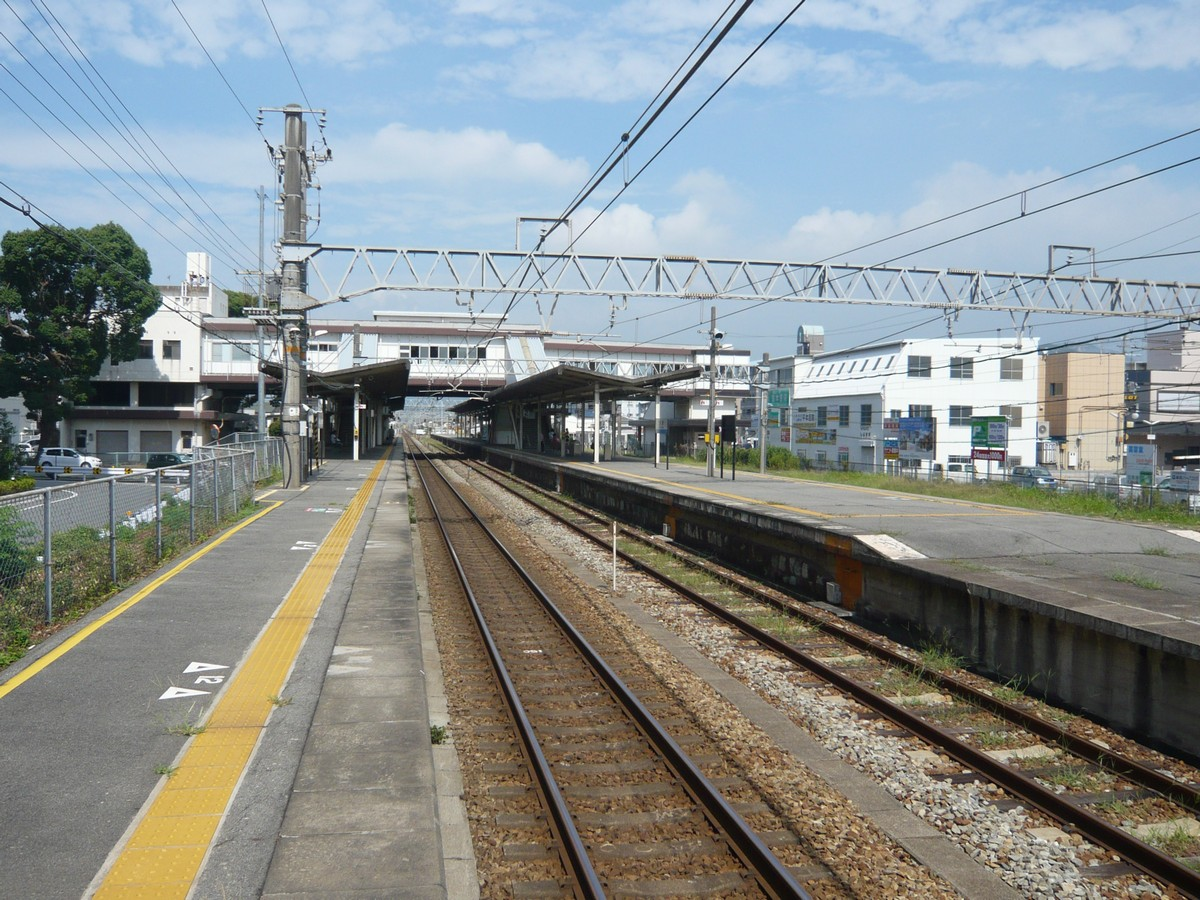
ホーム

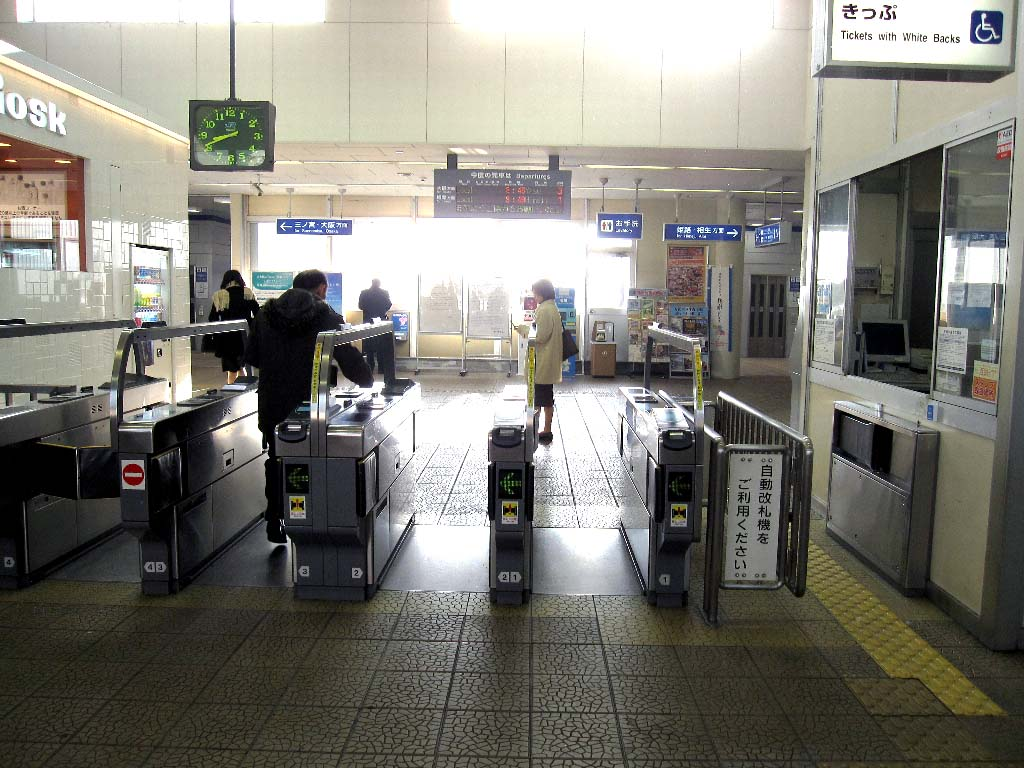
改札

12両編成対応の単式ホーム1面1線と島式ホーム1面2線、合計2面3線のホームを持つ橋上駅である。
下り本線は1番のりば、上り本線は3番のりばであり、2番のりばは上下線共用の待避線（中線）である。さらに上り線の北側にはホームのない待避線1線（4番線）があり、主に貨物列車・回送列車が使用している。また、ホーム東側の2番線と3番線の間には2番線姫路側から進入する、保線車両用の短い留置線が1線ある。

### のりば
| のりば | 路線             | 方向             | 行先             |
| ------ | ---------------- | ---------------- | ---------------- |
| 1      | JR神戸線         | 下り             | 姫路・相生方面   |
| 2      | （臨時用ホーム） | （臨時用ホーム） | （臨時用ホーム） |
| 3      | JR神戸線         | 上り             | 三ノ宮・大阪方面 |

上表の路線名は旅客案内上の名称（愛称）で表記している。
駅ホームの案内板やJR西日本おでかけネットの駅案内ページでは「2番のりば : JR神戸線（上り）三ノ宮・大阪方面」と案内されているが、2015年3月14日改正では2番のりばに停車する定期旅客列車はなく、定期的に貨物列車が入線するほか、ダイヤ乱れなどの緊急時の運転打ち切りによる折返し列車、団体列車などの臨時列車等が使用しており、2016年3月26日以降は昼間の加古川駅で折り返す普通（西明石以東は快速）の回送列車も使用している。
2003年5月12日から5月25日までの間、手前の加古川止まりの下り列車（「各駅停車」も含む）は加古川駅構内での折り返しができないため（当時はまだ下り線のみが高架化され、上り線は地上に残っていた）、当駅の2番のりばまで回送して折り返していた。通常は新快速より先に加古川駅を発車していたが、その期間中、加古川駅を新快速の後続で発車し、東加古川駅での新快速通過待ちは行っていなかった。
2006年3月26日から2008年12月21日までの間、姫路駅の高架化工事により山陽本線のみが高架化された関係で、当時の姫路駅構内では播但線ホームから網干総合車両所へ向かう山陽本線（岡山方面）に直接乗り入れできなかった（網干総合車両所から播但線ホームへの場合も同様）ため、播但線の103系電車を当駅の2番のりばまで回送して折り返していた。

### 駅舎・設備
開業当初は改札が南口のみの地上駅だったが、1981年4月8日に橋上駅舎に改築された際に北口が開設された。改札口の北側にセブン-イレブン キヨスクが隣接している。セブン-イレブン キヨスクへは改札の外側にのみつながっている。
長い間、駅のバリアフリー化工事は高砂市と加古川市の懸案となっていた。駅構内については都市・幹線鉄道整備事業（鉄道駅総合改善事業（鉄道駅移動円滑化施設整備事業））の一環としてJR西日本および交通エコロジー・モビリティ財団が事業主体となり、上下ホームの東側への階段を閉鎖、撤去した後に新たに貫通式エレベーターと階段を設置しなおした。同時に1番のりばへのエレベーター横に車椅子対応のトイレも設置された。総事業費は2.4億円である。2008年11月8日からエレベーターの使用が開始された。自由通路部分に関しては加古川市からの負担も受け、高砂市が事業主体として南北の駅前広場と自由通路（改札口）間にエレベーターを設置し、さらに従来のトイレに加えて多目的トイレとスロープが増設され、2009年4月1日から使用開始となった。ただしエスカレーターは設置されていない。
駅の南北を結ぶ自由通路は、高砂市・加古川市及び国の補助金を用いて耐震工事が2018年から2019年にかけて行われている。
2006年10月1日に「JR京都・神戸線運行管理システム」が導入されるまで、当駅の改札口に設置された発車標はフラップ式が使用されていた。
アーバンネットワークエリアに属しており、ICOCAおよび提携ICカードが利用できる。直営駅（加古川駅の被管理駅）である。

### ダイヤ
昼間時間帯となる11 - 15時台は東隣の加古川駅で普通電車の半数が大阪方面へ折り返すため、1時間に2本（約30分間隔）となっている。朝夕時間帯は本数が多くなる。
三ノ宮・大阪方面への上りは、一部を除いて次の加古川駅で新快速に乗り換えできる。種別はほとんどが西明石駅から快速で、22・23時台に西明石行きの普通列車が設定されている。当駅には、狭義の「普通電車」は乗り入れていない。姫路方面の下りは、大半が姫路行きもしくは網干行きであるが、毎日夜間には上郡行き、平日朝及び毎日夜間には赤穂線直通の播州赤穂行きが少ないながら設定されている。

## 貨物取扱
現在、JR貨物の駅は車扱貨物の臨時取り扱い駅となっている。貨物列車の発着はなく、貨物設備や接続する専用線もない。
駅の東側にはニッケ印南工場・加古川工場（加古川工場へは専用の鉄橋で渡っていた）までの専用線があったが、1960年ごろに廃止になった。西側には、セメント輸送のために住友セメント宝殿梱包所までの専用線があり、西浜 - 当駅間でセメント輸送を行う貨物列車が1往復設定されていたが、1997年に廃止となった。また、駅構内南側に有蓋車用車扱貨物ホームが設けられていたが、現在は駐車場に転用されている。
- 日本毛織専用線[26][27]
  - 開業 - 廃止時期 1923年ごろ（1921年1月13日免許）[28] - 1960年ごろ
  - 契約相手方 日本毛織株式会社
  - 作業キロ 3.2km（2マイル）（1923年）/1.8km（1930年）
  - 種別 鉄道線（1923年）/側線（1930年）
  - 作業方法 社機関車（ガソリン機関車）[28]

- 住友セメント専用線[29]
  - 開業 - 廃止時期 1966年[7] - 1997年
  - 専用者 住友セメント株式会社
  - 作業キロ 0.3km（貨物注入）、0.4km（貨物引出）
  - 総延長キロ 0.8km
  - 作業方法 国鉄（JR）機（1970年頃ディーゼル機関車（1966年日立製作所製 形式HC-10B）所有[30]）

## 利用状況
「兵庫県統計書」によると、2022年（令和4年）度の1日平均乗車人員は8,018人である。
近年の1日平均乗車人員は以下の通りである。
| 年度   | 1日平均 乗車人員 | 定期 乗車人員 |
| ------ | ---------------- | ------------- |
| 1998年 | 11,352           |               |
| 1999年 | 11,015           |               |
| 2000年 | 10,919           |               |
| 2001年 | 10,710           |               |
| 2002年 | 10,721           |               |
| 2003年 | 10,497           |               |
| 2004年 | 10,463           |               |
| 2005年 | 10,431           |               |
| 2006年 | 10,427           |               |
| 2007年 | 10,385           |               |
| 2008年 | 10,372           |               |
| 2009年 | 10,144           |               |
| 2010年 | 10,122           |               |
| 2011年 | 10,153           |               |
| 2012年 | 10,139           |               |
| 2013年 | 10,374           |               |
| 2014年 | 10,106           |               |
| 2015年 | 10,221           |               |
| 2016年 | 9,963            |               |
| 2017年 | 9,884            |               |
| 2018年 | 9,784            |               |
| 2019年 | 9,722            |               |
| 2020年 | 7,690            |               |
| 2021年 | 7,702            |               |
| 2022年 | 8,018            | 6,216         |
| 2023年 | 8,117            | 6,171         |

## 駅周辺
加古川市西部、志方町の玄関口である。
- 生石神社（石の宝殿[1]）：南西1.5km
- 高砂市総合運動公園：南西1.2km
- 加古川運動公園：北2.9km
- 兵庫県立東播工業高等学校
- 高砂市立宝殿中学校
- 高砂市立米田小学校
- 高砂市立米田西小学校
- 加古川市立神吉中学校
- 加古川市立東神吉小学校
- 加古川市立東神吉南小学校
- 加古川市立西神吉小学校
- 国道2号
- 加古川バイパス加古川西ランプ
- マックスバリュ宝殿店
- イオン高砂店
- 加古川西公民館
- 日新信用金庫宝殿店
- ナガタ薬品アルカ西神吉店
- コーナンPRO加古川宝殿店

## バス路線
駅前には以下のバスが発着している。
宝殿駅北口
- 神姫バス
  - 加古川駅
  - アスティアかさい（北条町駅）・北条営業所
- かこバスミニ（運行曜日注意）
  - 志方西ルート
  - 志方中ルート
  - 志方東ルート

宝殿駅（南口側）
- じょうとんバス（高砂市コミュニティバス）
  - 11系統 米田西ルート・12系統 米田東ルート：山陽高砂駅 / ふれあいの郷生石
  - 21系統 曽根宝殿ルート：JR曽根駅

## 隣の駅
西日本旅客鉄道（JR西日本）
 JR神戸線（山陽本線）
■新快速
通過　※ダイヤが乱れた場合、当駅止まりになる場合がある。
■普通（西明石から快速）
加古川駅 (JR-A79) - 宝殿駅 (JR-A80) - 曽根駅 (JR-A81)